# Medicina da noite
Medicina da noite é uma expressão que representa a abordagem das patologias humanas que incidem predominantemente ao anoitecer. As variações noturnas das funções orgânicas graças a fenômenos cronobiológicos são estudados sob esta denominação.
No Brasil destaca-se o livro do médico Jose Manoel Jansen Medicina da Noite organizador de volume onde vários médicos e professores de Medicina colaboram em suas diversas especialidades, mas que enfrentou críticas por conter muitos conceitos errados e desconhecimento dos autores sobre as teorias e estudos de sono e cronobiolia, conforme apontado pela resenha do livro publicada na revista Cadernos de Saúde Pública.